# Сипягин, Александр Григорьевич
Александр Григорьевич Сипягин (17 августа 1875, Тифлис — 16 января 1941, Рим) — депутат первой Государственной Думы, священнослужитель католической церкви, протоиерей, участник Русского апостолата.

## Биография
Родился в дворянской семье. Отец был военным, дядя — министр внутренних дел Дмитрий Сергеевич Сипягин. Мать — в девичестве Александра Гурская.
В 1894 году окончил Первую Тифлисскую гимназию и поступил в Харьковский университет. В 1900 году закончил физико-математический факультет Харьковского университета, после этого был оставлен при университете для подготовки к профессорскому званию по географии гор. Затем учился в Венском университете, изучал геологию, но профессорского звания не получил. 
Преподавал естественные науки и географию сначала в Бахмутской, а позднее в Севастопольской гимназиях и в Харькове. По словам В. А. Оболенского ещё в Севастополе тайно принял католичество. Широко использовал в преподавании школьные экскурсии и практические занятия. Друг лейтенанта П. П. Шмидта. Выслан из Севастополя из-за недовольства этим учебного начальства. Владел несколькими европейскими языками, много путешествовал.
Сипягин был противником исключительного законодательства и административных расправ, боролся за отмену смертной казни. Считал необходимым введение всеобщего начального обучения. Считал необходимой законодательную охрану труда. По своим убеждениям примыкал к левому крылу Конституционно-демократической партии.
27 марта 1906 избран в Государственную думу Российской империи I созыва от общего состава выборщиков Таврического губернского избирательного собрания. По словам В. А. Оболенского прошёл в Думу почти случайно. Крымские кадеты не рассматривали его как перспективного кандидата в депутаты от их партии, но провели его в число выборщиков. В тупиковой ситуации, когда никто из трёх групп выборщиков (крестьяне - 44 голоса, кадеты - 32, правые - 22) не мог провести своего кандидата, во время чаепития в буфете возник спор по аграрному вопросу, позиция Сипягина в этом споре показалась крестьянам привлекательной, после чего они провели его на последнее 6 место.  В Думе вошёл в Конституционно-демократическую фракцию. Секретарь библиотечной комиссии. Член комиссии по исполнению государственной росписи доходов и расходов. Подписал законопроект «О гражданском равенстве» и законопроект «О собраниях». Выступая в Государственной Думе 26 мая 1906 году по вопросу о смертной казни, Сипягин предложил «ввиду того, что дело идёт о сохранении человеческих жизней и даже жизни детей, так как к смерти приговаривают несовершеннолетних, обратиться через председателя к Государю с просьбой, чтобы он своей властью приостановил смертную казнь впредь до отмены её законодательным путём». Оболенский считал, что в Думе "Сипягин редко посещал наши [кадетские] фракционные заседания и вообще  мало проявлял интереса   к  большим   вопросам политики". Но он обратил на себя внимание тем, что был очень взволнован при обсуждении вопроса о правильности избрания в депутаты барона Роппа, которому неизменно целовал руку при встрече в залах Думы.
Внезапная смерть жены перечеркивает прежние планы, в 1909 году становится священником. На его выбор повлияло знакомство с епископом Эдуардом фон Роппом, который поручил Сипягину преподавание в римско-католической семинарии Саратова. По другим сведениям Сипягин ездил католическим миссионером в Австралию.
В самом начале Гражданской войны его отправляют в Стамбул, где действовала Миссия иезуитов в Константинополе, здесь он устанавливает контакты с Международным Красным Крестом и занимается судьбой русских военнопленных. Затем работал в Интернате святого Георгия для русских детей. В 1924 году получил титул монсеньор. С 1929 года работал в Комиссии по созданию Кодекса канонического права Восточных Церквей, преподавал в «Руссикуме», занимался издательской и научной деятельностью в монастыре Гроттаферрата. Публиковал свои статьи в католической периодике: «Католический вестник Русской епархии византийско-славянского обряда в Маньчжурии», «Вера и Жизнь», «Вера и церковь (Царьград)», «К соединению: Русский католический журнал», «Вера и Родина», «Благовест, журнал», Китеж (журнал)". Сипягин был не только талантливым публицистом, но также исследователем и систематизатором католических изданий на русском языке. В 1935 году в Харбине вышел составленный им «Каталог католической литературы на русском языке». Сипягин пожертвовал в библиотеку «Руссикума» около 200 книг.
С 1930 года — преподавал в миссионерском институте при католическом университете в Люблине, Польша. В октябре 1933 года участвовал в Риме в Совещании русского католического духовенства. Живя в Риме, был близок семье русских художников эмигрантов Леонида и Риммы Браиловских.
Умер в Риме, похоронен на кладбище Кампо Верано.